# Iskra Odintsovo
El Volejbol'nyj Klub Iskra Odincovo (en ruso волейбольный клуб Искра Одинцово), o simplemente Iskra Odintsovo es un equipo de voleibol ruso de la ciudad de Odintsovo, actualmente en la Segunda división de Rusia.

## Historia
Fundado en 1979 en tan solo tres años asciende a la máxima división del campeonato de voleibol de la Unión Soviética acabando en segunda posición en la temporada 1991-92; a partir de 1992 compite en la Superliga de Rusia. En las siguientes dos décadas es subcampeón en cuatro ocasiones y en seis más acaba en tercera posición antes que en la temporada 2012-13 acaba en decimocuarta posición y desciende a la segunda división. Su único título doméstico es la Copa de Rusia de 2002 obtenida tras vencer al Lokomotiv Izumrud por 3-1.
En ámbito europeo el Iskra llega hasta la Final Four de una de las tres competiciones (Champions League, Copa CEV y Challenge Cup) por seis veces en ocho temporadas entre 2002-03 y 2008-09. En la Challenge Cup es segunda en 2005-06 (derrota en final por 3-0 frente al Lube Macerata) y tercera en 2002-03, en la Copa CEV segunda en 2009-10 (derrota por 3-1 frente a otro equipo italiano el PV Cuneo y tercera en  2006-2007.
En la Liga de Campeones llega hasta la final en la temporada 2003-04 cuando los sueños de coronarse campeona de Europa son destrozados por otro equipo ruso, el Belogori'e Bélgorod ganador con un contundente 3-0. En la Liga de Campeones 2008-09 acaba la Final Four de Praga en tercera posición derrotando el Lube Macerata por 3-2 tras perder la semifinal ante los griegos del Iraklis VC por 1-3.

## Palmarés
- Campeonato de la Unión Soviética

2° lugar (1) : 1991/1992
- Campeonato de Rusia

2° lugar (4) : 1993-94, 2002-03, 2007-08, 2008-09
3° lugar (6) : 1998-99, 1999-00, 2000-02, 2005-06, 2006-07, 2011-12
- Copa de Rusia (1)

2002
- Champions League

2° lugar (1) : 2003-04
3° lugar (1) : 2008-09
- Recopa de Europa/Copa CEV

2° lugar (1) : 2009-10
3° lugar (1) : 2006-07
- Challenge Cup

2° lugar (1) : 2005-06
3° lugar (1) : 2002-03